# Full Metal Jackets
Full Metal Jackets – czwarty studyjny album amerykańskiej grupy muzycznej Killarmy wydany 10 kwietnia 2020 roku nakładem wytwórni Granddaddy Flow Ent. Album został wydany 19 lat od ostatniego wydawnictwa grupy zatytułowanego Fear, Love & War. 
Po tym jak grupę opuścili Dom Pachino oraz wieloletni producent 4th Disciple, płytę niemal w całości wyprodukował jeden z członków zespołu 9th Prince'a, a gościnnie na płycie udzielili się między innymi Ill Bill, Ras Kass, Masta Ace, stic.man z grupy Dead Prez, Killah Priest, Prodigal Sunn i 60 Second Assassin z grupy Sunz of Man oraz inni raperzy.

## Historia powstania
W 2001 roku Killarmy wydało swój album Fear, Love & War grupa zaprzestała działalności, a jej członkowie rozpoczęli karierę solową. Przez wiele lat podejmowane były próby reaktywowania zespołu jednak nigdy nie przyniosły one żadnego efektu w postaci nowego albumu. W kwietniu 2011 roku w serwisach strumieniowych pojawił się nowy singel grupy „One Shot” wyprodukowany przez 4th Disciple, który miał być zapowiedzią nowego albumu grupy. W wywiadzie dla HipHopDX, Dom Pachino zaprzeczył, że grupa pracuje nad nową płytą i oskarżył 9th Prince'a o nielegalne umieszczenie utworu bez zgody innych członków kolektywu dodając, że 9th Prince zainkasował pieniądze grupy z tantiem, które należały się całej grupy i dopóki sprawy te nie zostaną rozwiązane, nie zgodzi się na nowy album. 
W 2013 roku jeden z członków grupy Killa Sin został aresztowany za usiłowanie zabójstwa, a w 2015 roku sąd skazał go na 16 lat pozbawienia wolności, co uniemożliwiało mu udział w nagrywaniu nowego album.
W 2018 roku 9th Prince wydał minialbum zatytułówany The Madman's Revenge EP, który w całości został wyprodukowany przez niego. Minialbum był pierwszą zapowiedzią nowego albumu Killarmy, a sam 9th Prince potwierdził, że sam będzie odpowiadał za muzyczną stronę albumu:

Produkcją zajmuję się od półtora roku. Zawsze miałem okazje się tym zająć, ale nigdy się w to nie wciągnąłem. Bardziej zajmowałem się byciem MC i zarządzenie Killarmy, bo utrzymanie sześciu facetów w ryzach jest nie lada wyzwaniem. Pewnego dnia udałem się do Guitar Center i zbudowałem swoje małe studio w domu. Ludzie zawsze wysyłali mi swoje bity, ale nie miały one w sobie tego czegoś. […] Słuchałem ich i część z nich była w porządku, ale uważałem, że to wciąż nie to. Wtedy postanowiłem zająć się tym sam i zacząłem produkować.

15 sierpnia 2019 roku ukazał się pierwszy singel z albumu zatytułowany „Musical Terrorist” potwierdzający, że grupa pracuje nad nowym projektem. W nagraniach nie wziął udział Dom Pachino. Pod koniec 2019 roku grupa potwierdziła, że album ukaże się w pierwszej połowie 2020 roku.

## Lista utworów
| Nr  | Tytuł utworu                                                         | Producent    | Długość |
| --- | -------------------------------------------------------------------- | ------------ | ------- |
| 1.  | „The Virus (Intro)”                                                  | 9th Prince   | 0:20    |
| 2.  | „Combat Neurosis” (gośc. ElCamino)                                   | 9th Prince   | 3:51    |
| 3.  | „Cinema Sinister” (gośc. William Cooper i Willie The Kid)            | 9th Prince   | 3:28    |
| 4.  | „Mediterranean Flow” (gośc. Cappadonna i Rev. Burk)                  | 9th Prince   | 2:45    |
| 5.  | „Rusty Dangs” (gośc. Planet Asia i Rass Kass)                        | 9th Prince   | 3:17    |
| 6.  | „Just Like Prison” (gośc. stic.man)                                  | 9th Prince   | 3:48    |
| 7.  | „Star Wars” (gośc. Masta Ace i Timbo King)                           | 9th Prince   | 3:21    |
| 8.  | „The Shootout Pt. 2” (gośc. La the Darkman)                          | 9th Prince   | 3:50    |
| 9.  | „Wake Up Pt. 2” (gośc. 60 Second Assassin, Ill Bill i Killah Priest) | Beast        | 4:33    |
| 10. | „Musical Terrorist”                                                  | Cobra Sounds | 3:03    |
| 11. | „Living Legends” (gośc. Prodigal Sunn)                               | 9th Prince   | 2:47    |
|     |                                                                      |              | 35:03   |